# Manteau de fourrure
Un manteau de fourrure est un manteau réalisé à partir de fourrure animale.

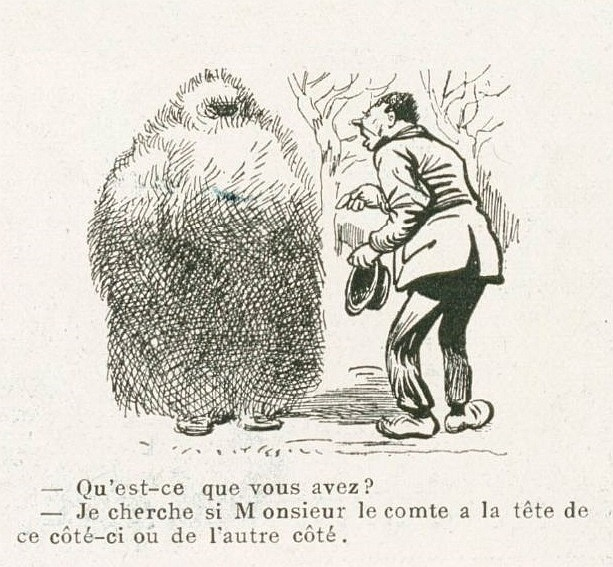
Chauffeur-type hivernal des années 1900.

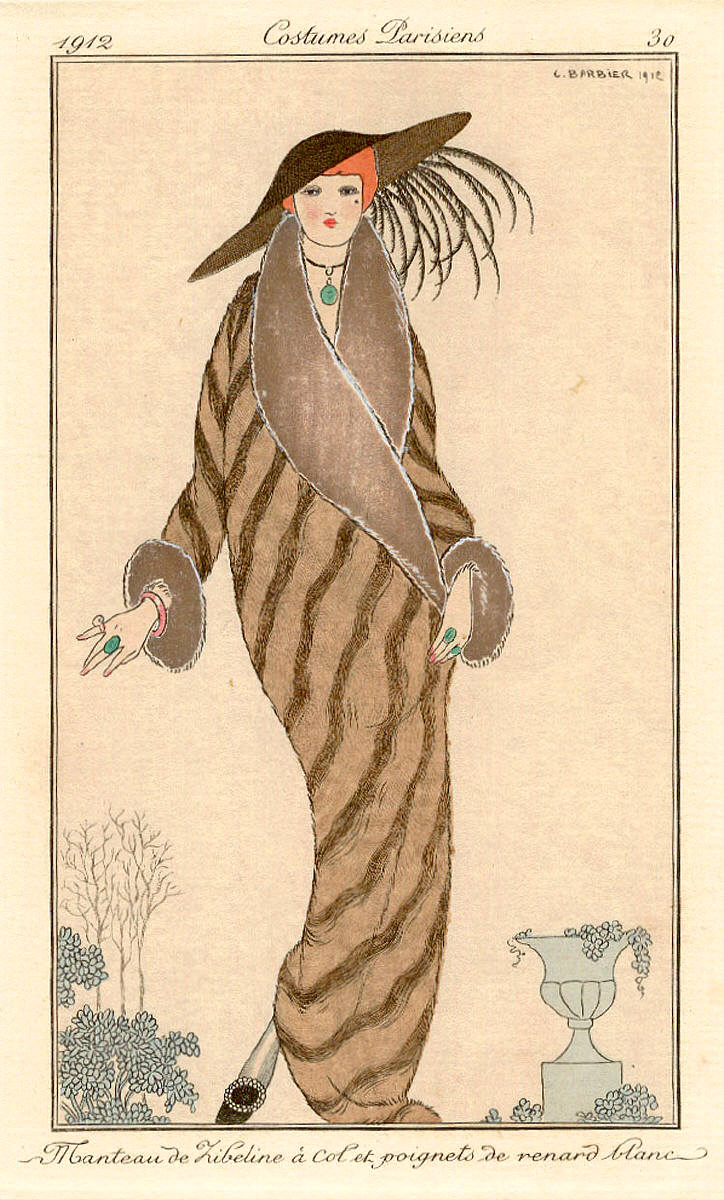
Manteau de zibeline

## Historique
Durant l'entre deux guerres, Hollywood et ses stars popularisent l'image « glamour » du manteau de fourrure, image qui perdurera jusqu'à nos jours.
Le manteau de fourrure est signe de réussite après la Seconde Guerre mondiale dans une version traditionnelle, souvent en vison : celui-ci marque le statut social du mari. La plupart des grandes maisons de haute couture ont alors leur département « Fourrure ». Le manteau de fourrure reste également présent dans les décennies suivantes sous une forme plus originale.
Dès le milieu des années 1960, Karl Lagerfeld pour Fendi incorpore la fourrure comme une composante principale de ses collections.

### De nos jours
De nos jours, malgré les mouvements anti-fourrures, ce type de manteau est toujours une pièce fréquente dans la garde-robe. La fourrure reste utilisée d'une façon ou d'une autre dans environ trois quarts des défilés. Elle marque un retour, sous diverses formes, dans les ventes de multiples créateurs qui adaptent la fourrure à des lignes plus contemporaines. Mais la contestation se fait entendre, à l'image d'organisations comme PETA, qui année après année marque des points en convainquant nombre de marques ou distributeurs de supprimer la fourrure naturelle de leurs offres. À l'opposé, le lobby de la fourrure tel Saga Furs, principal fournisseur des entreprises de mode, ou la Fédération internationale du commerce de la fourrure annoncent le renouveau de cette matière.

#### Fausse fourrure
Comme une alternative, la fourrure revêt parfois une version synthétique imitant son origine animale : l'amélioration au cours des années de la qualité de cette imitation rend son usage de plus en plus fréquent, voire respectable,,. « Vilaine et bas de gamme », elle n'est au départ souvent qu'une mauvaise copie et souffre « d'une mauvaise réputation ». Mais certaines marques, à l'image de Imposter aux États-Unis ou Shrimps en Angleterre, en font une spécialité et sont reconnues pour cela. Stella McCartney en fait un principe, refusant toute matière d'origine animale pour ses créations, Carine Roitfeld signe un manteau en faux léopard pour Uniqlo. Peu à peu, plus d'une centaine de marques s'engagent à ne plus utiliser de fourrure naturelle auprès de PETA.
« Il est impossible d'imiter le vrai chic, mais il est possible d'être chic en imitant la vraie fourrure » souligne Lagerfeld.